# O Lord God of hosts
O Lord God of hosts is een compositie van Alan Hovhaness. Het is een toonzetting van een deel van psalm 89 voor gemengd koor, Het gemengde koor (SATB) kan daarbij op diverse manieren begeleid worden. Er zijn partituren voor kerkorgel en/of piano met twee trompetten, twee trombones ad libitum. Het maakt deel uit van een set van drie werken op basis van psalmteksten. 
Het werk kreeg opus 27 mee, hetgeen zou kunnen betekenen dat het werk stamt uit het midden van de jaren dertig. Echter de componist heeft een groot deel van zijn werken uit zijn beginperiode vernietigd en anderen werden pas later in zijn werklijst opgenomen. Een eerste uitgave zou stammen uit 1968. Edition Peters was als muziekuitgeverij bij dit werk betrokken.